# Peterloo (película)
Peterloo es una película británica histórica de drama dirigida y escrita por Mike Leigh, basada en la Masacre de Peterloo de 1819. La película fue seleccionada para ser exhibida en la sección principal de competición del Festival Internacional de Cine de Venecia de 2018. La película recibió su premier en el Reino Unido el 17 de octubre de 2018, como parte del Festival de Cine de Londres, en Mánchester. La proyección marca la primera vez que el festival ha tenido un estreno fuera de Londres. Leigh dijo que estaba encantado de que Peterloo fuera estrenada "donde sucedió."
Fue estrenada en el Reino Unido el 2 de noviembre de 2018, por Entertainment One y en Estados Unidos el 5 de abril de 2019, por Amazon Studios.

## Reparto
- David Bamber
- Alastair Mackenzie como John Byng.
- James Dangerfield
- Eileen Davies
- Liam Gerrard
- Bronwyn James
- Rory Kinnear como Henry Hunt.
- Nico Mirallegro
- Maxine Peake
- Pearce Quigley como Joshua.
- Tim McInnerny como el Príncipe Regente.
- Dorothy Duffy
- Philip Jackson
- John Paul Hurley como John Thacker Saxton.
- Harry Peter Bradley
- Karl Johnson como Lord Sidmouth.[6]
- Robert Wilfort como Lord Liverpool el Primer Ministro.
- David Moorst como Joseph.
- Ian Mercer como Dr Healey.

## Producción
El rodaje comenzó en mayo de 2017.
La producción utilizó la Tienda de Hilos Alquitranados y el exterior de la cordelería para duplicar una Fábrica de Algodón en Mánchester en el Chatham Historic Dockyard en Kent. Los pantanos de St Mary en Isle of Grain también aparecen en una breve escena al principio de la película, cuando una solitaria figura es vista caminando a lo largo de los pantanos.